# Tituboea macropus
Tituboea macropus је врста тврдокрилца из породице буба листара (Chrysomelidae).

## Опис
Инсект је дуг 6–10 mm. Глава је црна, пронотум црвенкаст, покрилца оранж са црним пегама.

## Распрострањење
Живи у јужној половини Европе, од Италије и Аустрије на исток. Вероватно се може наћи у целој Србији, али је премало података за такву тврдњу.